# Vincenzo Messina (attore)
Vincenzo Messina (Scafati, 18 agosto 1995) è un attore italiano.

## Biografia
Debutta a soli cinque anni in uno spot pubblicitario di un'importante catena alimentare. In televisione come attore recita prima nella miniserie TV Il Papa buono (2003), regia di Ricky Tognazzi, in cui ha il ruolo di Angelo Giuseppe Roncalli da bambino, fa ruoli in vari film come Ultimo - L'infiltrato; La squadra; Il bello delle donne e nel 2007 nella soap opera di Rai 3, Un posto al sole, dove interpreta il noto ruolo di Nunzio Cammarota. Inizialmente il suo personaggio è una guest star, ma a partire dal 7 settembre 2009 (puntata 2846), grazie alla simpatia che il suo personaggio ha suscitato nei fans, entra nel cast fisso fino al 2017.
Nello stesso anno debutta al cinema nel film 2061 - Un anno eccezionale di Carlo Vanzina, dove interpreta Vito, il figlio di Nicola Cippone (Emilio Solfrizzi). Inoltre nel 2005 ha partecipato alla sitcom di Canale 5, Il supermercato, con Enrico Bertolino, Angela Finocchiaro e Lavinia Longhi, in cui rivestiva il ruolo di Daniele, il piccolo di casa, e nel 2009 al film TV Miacarabefana.it, regia di Lodovico Gasparini, nel ruolo di Omar. Nel 2008 partecipa alla serie TV Distretto di polizia e nel 2010 è nella serie Caterina e le sue figlie 3.

## Filmografia

### Cinema
- 2061 - Un anno eccezionale, regia di Carlo Vanzina (2007)
- Razzabastarda, regia di Alessandro Gassman (2013)
- Gramigna, regia di Sebastiano Rizzo (2017)
- The Happy Prince - L'ultimo ritratto di Oscar Wilde, regia di Rupert Everett (2018)
- Cobra non è, regia di Mauro Russo (2020)

### Televisione
- La squadra – serie TV (2001)
- Il bello delle donne – serie TV (2001)
- Il papa buono, regia di Ricky Tognazzi – miniserie TV (2003)
- Ultimo - L'infiltrato, regia di Michele Soavi – miniserie TV (2004)
- Il supermercato, regia di Giorgio Bardelli – sitcom (2005)
- Distretto di Polizia 6 – serie TV (2006)
- Un posto al sole – soap opera (2007-2012, 2015-2017)
- Distretto di Polizia 8 – serie TV (2008)
- Distretto di Polizia – serie TV, episodio 9x08 (2009)
- Miacarabefana.it, regia di Lodovico Gasparini – film TV (2009)
- Caterina e le sue figlie 3 – serie TV (2010)
- Il peccato e la vergogna – serie TV (2010)
- Pupetta - Il coraggio e la passione, regia di Luciano Odorisio – miniserie TV (2013)
- Per amore del mio popolo, regia di Antonio Frazzi – miniserie TV (2014)
- Il commissario Ricciardi – serie TV (2021)

### Cortometraggi
- Ore 12, regia di Toni D'Angelo (2014)
- R2, regia di Luciano De Crescenzo (2015)
- Ragazzi perduti, regia di Riccardo Sardonè (2015)